# Fotorealisme
Fotorealisme er en genre indenfor billedkunst, der omfatter maleri, tegning og andre visuelle medier, hvor kunstneren ud fra fotografisk forlæg forsøger at gengive virkeligheden så realistisk som muligt. Selv om udtrykket kan bruges bredt til at beskrive kunstværker i mange forskellige medier, bruges det også specifikt til en gruppe malerier og malere fra den amerikanske kunstbevægelse, der begyndte i slutningen af 1960'erne og begyndelsen af 1970'erne.

## Historie og baggrund
Som fuldgyldig kunstbevægelse udviklede fotorealisme sig primært i USA i slut-60'erne og begyndelsen af 1970'erne fra popkunst som en modvægt til abstrakt ekspressionisme samt minimalistiske kunstretninger. Fotorealister bruger et eller flere fotografier som udgangspunkt for deres værker, og det er i brugen af kameraet som værktøj, nogle gange set som en accept af modernismen. Brugen af fotografier i fotorealisme blev mange steder mødt med intens kritik, da bevægelsen begyndte at få fart i slutningen af 1960'erne, trods af at visuelle hjælpemidler var blevet anvendt af kunstnere i deres arbejde siden 1400-tallet.
Forfatteren og kunsthandleren Louis K. Meisel argumenterer i sine bøger og foredrag for at "opfindelsen af fotografering i det nittende århundrede havde tre virkninger på kunsten": portræt- og sceniske kunstnere blev anset for ringere end fotografiet, og mange henvendte sig til fotografering som karriere; inden for det 19. og 20. århundredes kunstbevægelser er det veldokumenteret, at kunstnere brugte fotografiet som kildemateriale og som hjælpemiddel - men de strakte sig langt for at benægte det faktum, at de frygtede, at deres arbejde ville blive misforstået som efterligninger; og gennem fotografiets opfindelse var kunstnere åbne for en hel del nye eksperimenter. Således var kulminationen på opfindelsen af fotografiet et brud i kunstens historie mod den udfordring, kunstneren står over for - siden de tidligste kendte huletegninger - forsøgte at replikere de scener, de så på.
På det tidspunkt, hvor fotorealisterne begyndte at producere deres værker, var fotografiet blevet det førende middel til at gengive virkeligheden, og abstraktion var fokus for kunstverdenen. Realismen fortsatte som en igangværende kunstbevægelse, selv oplever en genopståen i 1930'erne, men i 1950'erne havde modernistiske kritikere og den abstrakt-ekspressionistiske bevægelse helt fortrængt realismen. Selvom fotorealister deler nogle aspekter af amerikanske realister, såsom Edward Hopper, forsøgte de at skille sig så meget fra de ældre realister, som fra abstrakt ekspressionisme. Derimod var fotorealismen meget mere påvirket af popkunsten.
Popkunst og fotorealisme kan begge ses reaktionære bevægelser, der forholder sig til den stadigt stigende og overvældende overflod af fotografiske medier, som i midten af det 20. århundrede var vokset til et så massivt fænomen, at det truede med at mindske billedets værdi i kunsten. Mens popkunstnerne primært påpegede absurditeten store dele af vores visuelle univers (især i kommerciel brug), prøvede fotorealisterne at genvinde og ophøje billedets værdi.
Forbindelsen mellem fotorealisme og Trompe L'oeil er en forkert tilskrevet sammenligning, en fejl i observation eller fortolkning foretaget af mange kritikere fra 1970'erne og 1980'erne. Trompe L'oeil-malerier forsøger at "narre øjet" og få seeren til at tro, at han ser et faktisk objekt, ikke et malet. Når man observerer et fotorealistisk maleri, er seeren altid opmærksom på, at de ser på et maleri.

### Definition
Ordet fotorealisme blev opfundet af Louis K. Meisel i 1969 og dukkede op for første gang i 1970 i et katalog til udstillingen "Twenty-two Realists." på Whitney Museum of American Art. Det karakteriseres undertiden også som superrealisme, ny realisme, skarp fokusrealisme eller hyperrealisme.

Louis K. Meisel udviklede to år senere en fem-punkts definition efter anmodning fra samleren Stuart M. Speiser, der havde en stor samling af værker af fotorealisterne. Denne samling blev i 1978 doneret til Smithsonian. Definitionen for 'ophavsmænd' var som følger:

1. Fotorealisten bruger kameraet og fotografiet til at indsamle information.
2. Fotorealisten bruger et mekanisk eller semi-mekanisk middel til at overføre informationen til lærredet.
3. Fotorealisten skal have den tekniske evne til at få det færdige arbejde til at se fotografisk ud.
4. Kunstneren skal have udstillet arbejde som fotorealist i 1972 for at blive betragtet som en af de centrale fotorealister.
5. Kunstneren skal have viet mindst fem år til udvikling og udstilling af fotorealistisk arbejde.

### Stilarter
Fotorealistisk maleri kan ikke eksistere uden fotografiet . I fotorealisme skal forandring og bevægelse fryses i tide, som derefter skal repræsenteres nøjagtigt af kunstneren. Fotorealisterne i 1970'erne arbejdede oftest med diasbilleder, der blev overført til lærredet: Enten ved at projektere diaset på lærredet eller ved hjælp af de traditionelle gitterteknikker indenfor maleriet. De resulterende billeder var ofte direkte kopier af det originale fotografi i en stram og præcis streg, ofte med vægt på billedsprog, der kræver et højt niveau af teknisk dygtighed og virtuositet at simulere, såsom refleksioner i spekulære overflader og den geometriske strenghed af menneskeskabte omgivelser.

### Kunstnere indenfor fotorealismen
Den første generation af amerikanske fotorealister inkluderer malerne Richard Estes, Ralph Goings, Chuck Close, Charles Bell, Audrey Flack, Don Eddy, Robert Bechtle, Ron Kleemann, Richard McLean, John Salt, Ben Schonzeit og Tom Blackwell. Disse originale fotorealister arbejdede ofte uafhængigt af hinanden og med primært med urbane motiver .
Med fødslen af fotorealistisk bevægelse fortsatte mange malere, der var relateret til fotorealisme, med at forfølge og forfine deres teknikker; de blev anden generation af fotorealister. Disse malere omfattede bl.a. John Baeder, Hilo Chen, Jack Mendenhall, David Parrish og Idelle Weber.
I Storbritannien blev den fotorealistiske tilgang til malerkunst bl.a. taget op af Mike Gorman og Eric Scott.
Selvom bevægelsen primært er forbundet med maleri, er billedhuggerne Duane Hanson og John DeAndrea blevet associeret med fotorealismen pga. deres meget livagtige skulpturer af helt almindelige mennesker, hvori der indgår både kunstigt hår og ægte tøj. De kaldes Verists.

### Efter år 2000
Selvom fotorealismens popularitet toppede i 1970'erne, fortsætter bevægelsen og inkluderer både flere af de originale fotorealister og flere af deres samtidige. Ifølge Meisel og Chases Photorealism at the Millennium var det kun otte af de oprindelige tretten fotorealister, der stadig arbejdede indenfor genren i 2002. Fra september 2020 er Richard Estes den eneste tilbageværende originale fotorealist, der aktivt arbejder i fotorealistisk stil.
En stor del af de oprindelige fotorealister er døde, mens Audrey Flack, Chuck Close, Don Eddy og Ben Schonzeit har bevæget sig væk fra genren. Robert Cottingham betragter sig heller ikke som fotorealist længere.
Nyere fotorealister bygger på det samme fundament, som de oprindelige fotorealister. Eksempler herpå er Richard Estes indflydelse i Anthony Brunellis værker eller indflydelse fra Ralph Goings og Charles Bell i værker af Glennray Tutor . Dette har imidlertid fået mange til at gå videre fra en streng definition af fotorealisme som emulering af fotografiet. Fotorealisme er heller ikke længere blot en amerikansk kunstbevægelse. Begyndende med Franz Gertsch i 1980'erne Clive Head, Raphaella Spence, Bertrand Meniel og Roberto Bernardi er flere europæiske kunstnere forbundet med fotorealisme, der er opstået siden midten af 1990'erne. Denne internationalisering af fotorealisme ses også i fotorealistiske begivenheder, såsom The Prague Project, hvor amerikanske og ikke-amerikanske fotorealistiske malere har rejst sammen til steder, herunder Prag, Zürich, Monaco og New York, for at arbejde sammen med hinanden for at producere arbejde.
Udviklingen af teknologi har frembragt fotorealistiske malerier, der overstiger det, man mente var muligt med malerier; disse nyere malerier af fotorealisterne kaldes undertiden Hyperrealisme.

## Liste over fotorealister
Oprindelige fotorealister

Kunstnere, hvis arbejde i væsentligt grad hjalp med at definere fotorealisme:
- John Baeder (født 1938)[19]
- Robert Bechtle (1932-2020)[19]
- Charles Bell (1935-1995)[19]
- Tom Blackwell (1938-2020)[19]
- Chuck Close (født 1940)[19]
- Robert Cottingham (født 1935)[19]
- Don Eddy (født 1944)[19]
- Richard Estes (født 1932)[19]
- Audrey Flack (født 1931)[19]
- Ralph Goings (1928-2016)[19]
- Ian Hornak (1944-2002)[22][23]
- Howard Kanovitz (1929-2009)[24]
- John Kacere (1920-1999)[19]
- Ron Kleemann (1937-2014)[19]
- Malcolm Morley (1931-2018)[19]
- John Salt (født 1937)[19]
- Ben Schonzeit (født 1942)[19]

Fotorealister

Andre væsentlige kunstnere indenfor genren:
- Linda Bacon[25]
- Mike Bayne
- Roberto Bernardi (født 1974)[26][27][28] Arne Besser[19]
- Anthony Brunelli (født 1968)[25]
- Hilo Chen (født 1942)[19]
- Davis Cone (født 1950)[25][29]
- Randy Dudley (født 1950)[25][29]
- Franz Gertsch (født 1930)[25][29]
- Robert Gniewek (født 1951)[25][29]
- Gus Heinze (født 1926)[25][29]
- Gottfried Helnwein (født 1948)[30]
- Don Jacot (born 1949)[25][29]
- Noel Mahaffey (born 1944)[19]
- Dennis James Martin (1956-2001)[25]
- Jack Mendenhall (born 1937)[19][25][29]
- Kim Mendenhall[25]
- Betrand Meniel (born 1961)[25]
- Reynard Milici (born 1942)[25][29]
- Robert Neffson (born 1949)[31]
- William Nichols (born 1942)[32]
- Jerry Ott (born 1947)[19]
- James Torlakson (born 1951)[33]
- Denis Peterson[34][35]
- Tjalf Sparnaay (born 1954)[36]
- Paul Staiger (born 1941)[37][38]
- Glennray Tutor (born 1950)[39][40]
- Rod Penner (born 1965)[25]
- Raphaella Spence (born 1978)[41]
- Idelle Weber (1932-2020)[19]

Nyere fotorealister
- Clive Head (født 1965)[41]

Nyere skandinaviske kunstnere
- Søren Elgaard (født 1951)
- Allan Otte (født 1978)
- Ulrik Møller (født 1962)